# Boussu-Bois
Boussu-Bois is een gehucht in de Belgische gemeente Boussu in de provincie Henegouwen. Boussu-Bois ligt in het voormalige steenkoolgebied van de Borinage, ruim twee kilometer ten zuiden van het centrum van Boussu, nabij de grens met Dour.
De plaats bestaat uit twee wijken, Boussu-Bois-Saint-Charles in het westen en Boussu-Bois-Saint-Joseph, die zo'n kilometer uiteen liggen. Tussen beide bevindt zich de vallei van de Hanneton. Lintbebouwing verbindt de wijken en de centra van Boussu en Dour. Boussu-Bois-Saint-Charles heeft een planmatig orthogonaal stratenpatroon, binnen een vijfhoek rond het centrale plein de parochiekerk. Bous-Saint-Joseph heeft een meer organisch gegroeid stratenpatroon, tegen de grens met Hornu.

## Geschiedenis

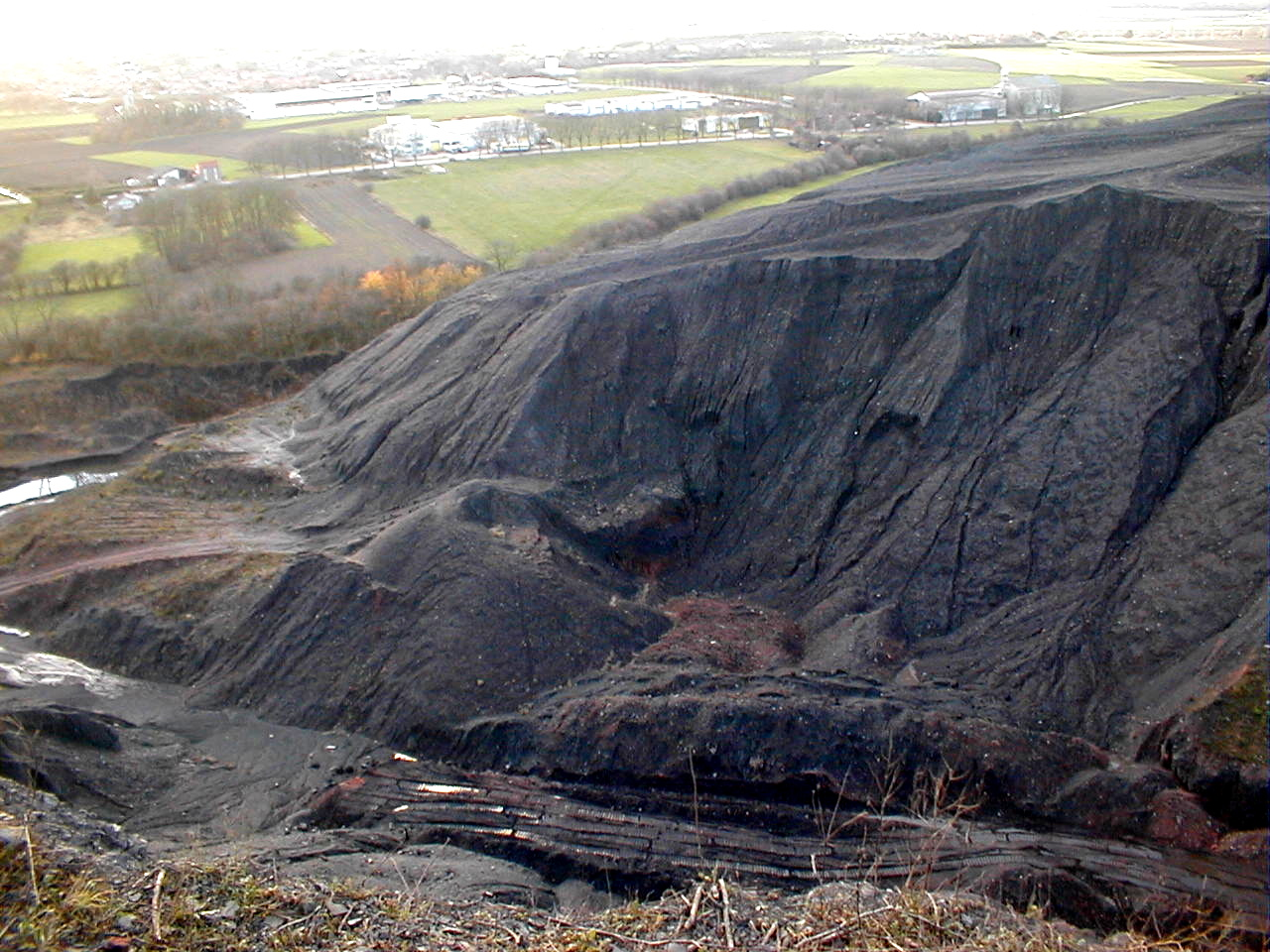
Terril de Saint-Antoine

De plaats was vroeger een bosgebied tussen de dorpen Boussu en Dour. De Ferrariskaart uit de jaren 1770 toont hier nog een aaneengesloten, bijna onbewoond, bos, aangeduid als Bois de Boussu'.
In de tweede helft van de 18de eeuw begon in de streek de exploitatie van kolenmijnen. Ook in Boussu-Bois werd in de loop van de 19de eeuw steenkool ontgonnen. Het bos werd gerooid (1828-1830) en de mijnindustrie wijzigde het landschap. Aan de voet van de mijnterril Saint-Antoine en de mijn Vedette werd de wijk rond de Église Saint-Charles opgetrokken. De wijk Saint-Joseph ontwikkelde zich op meer organische wijze bij de Terril de l'Alliance. In de wijk werd een protestantse kerk opgetrokken en in 1877 de Église Saint-Joseph.

## Bezienswaardigheden
- De Sint-Caroluskerk (Église Saint-Charles) is een neogotisch kerkgebouw van 1876-1877.
- De Sint-Jozefkerk (Église Saint-Joseph) is een kerkgebouw van 1877.
- De Protestantse kerk (Temple protestant) is een neogotisch kerkgebouw van 1892.
- Op de gemeentelijke begraafplaats van Boussu-Bois bevindt zich een Brits oorlogsgraf uit de Eerste Wereldoorlog.

## Natuur en landschap
Ooit en bosgebied biedt Boussu-Bois een verstedelijkt en post-industrieel landschap met enkele terrils. Tussen beide delen van Boussu-Bois stroomt de Ruisseau d'Hanneton, waarvan het dal een natuurgebied is. De hoogte aan de kerk bedraagt 82 meter (Saint-Charles) respectievelijk 88 meter (Saint-Joseph).

## Economie
Al in de 18e eeuw werd steenkool gewonnen maar tijdens de 19e eeuw gebeurde dat op industriële schaal. 
- De mijn Vedette kwam in productie in 1832 maar werd in 1931 gesloten en nooit heropend. De Grande Cheminéeuit de 19e eeuw werd geklasseerd maar niettemin in 2006 opgeblazen.
- De mijn Saint-Antoine was in productie van 1832-1961. De terril werd nog tot 2012 ontgonnen voor leisteen. De schachten reikten tot 1250 meter diepte.
- De mijn Sentinelle was in productie van 1827-1961. Een groot deel van de mijn werd in 1955 al stilgelegd daar een waterader was aangeboord.
- De mijn l'Alliance was in productie van 1829-1961.

In Boussu-Bois werd ook zandsteen en kalksteen gewonnen.

## Sport
In Boussu-Bois speelt voetbalclub Francs Borains, actief in de nationale reeksen. De club ontstond uit het vroegere RSC Boussu-Bois.

## Nabijgelegen kernen
Boussu, Dour, Warquignies